# Sanctuaire d'Isis et de Mater Magna
Vous lisez un « bon article » labellisé en 2008.
Le sanctuaire d’Isis et de Mater Magna est un lieu de culte de la Mogontiacum romaine (Mayence) qui était actif entre le Ier siècle et le IIIe siècle de notre ère. Les vestiges archéologiques de ce site furent mis au jour et dégagés fin 1999 lors de travaux dans la galerie marchande dite « Römerpassage » dans le centre-ville de Mayence.
Des inscriptions votives attestent du lien entre la dynastie des Flaviens et la construction du sanctuaire et permettent de penser à une relation entre la consécration de ce sanctuaire et un événement politique particulier. Un petit musée au rez-de-chaussée de la galerie marchande abrite les ruines, un choix de vestiges et un spectacle multimédia reconstituant le sanctuaire antique.

## Contexte historique
La présence romaine à Mayence, qui devait perdurer près de cinq siècles, débuta en 13-12 av. J.-C. avec l'édification d'un camp romain, une motte à mi-pente de la vallée du Rhin, dans le faubourg appelé Kästrich. La croissance rapide de Canabæ, un vicus civil colonisé entre le camp et le Rhin, entraîna bientôt la construction d'édifices publics romains, comme les thermes, le théâtre, les bâtiments administratifs et le temple, surtout sous le règne des Flaviens. C'est à cette époque que les fondations du temple d'Isis et de Mater Magna furent jetées.

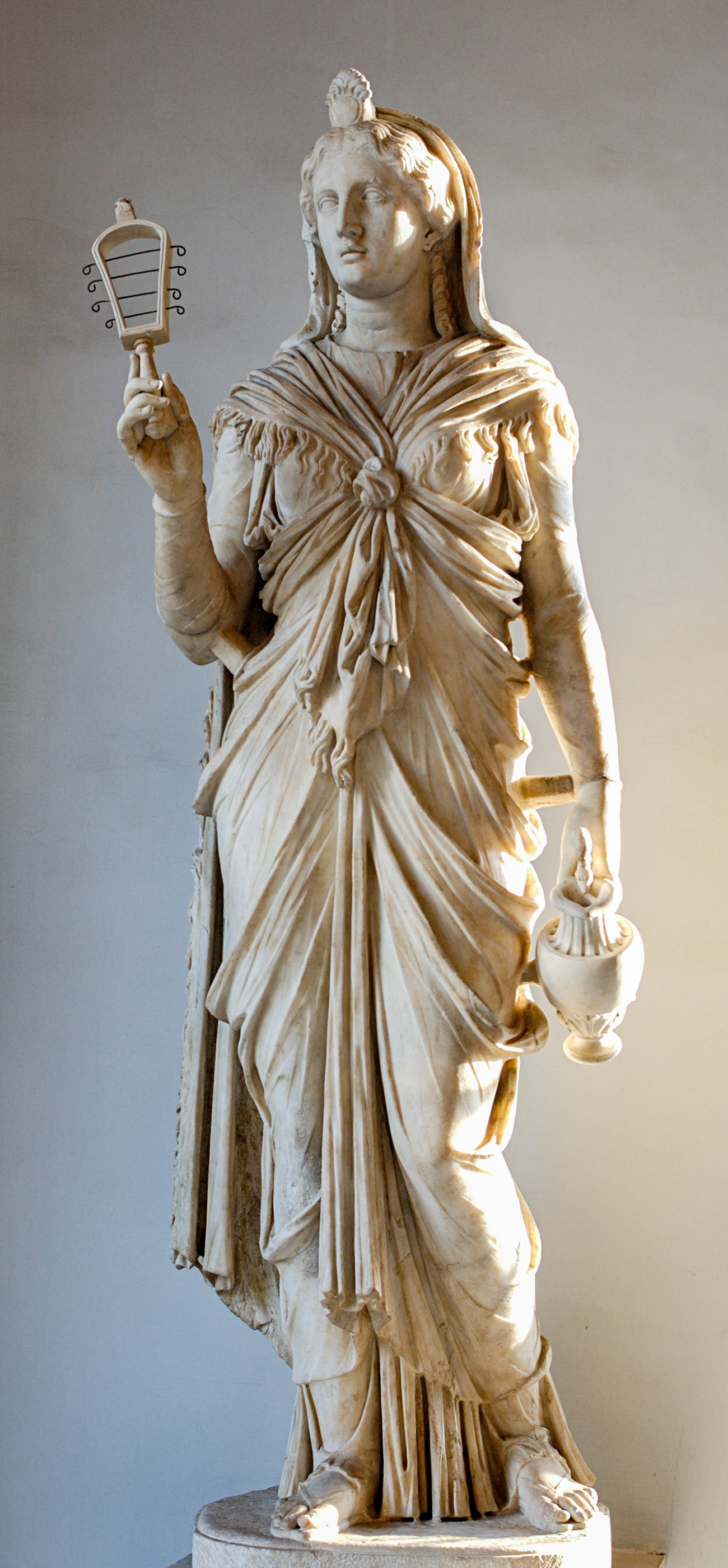
statue d'Isis en marbre, première moitié du IIe siècle (villa Adriana près de Tibur).

D'après les inscriptions dédicatoires retrouvées sur le site, le sanctuaire de Mogontiacum fut dédié aussi bien à Isis (désignée ici par ses épithètes de Panthea et de Regina) qu'à la déesse-Mère Mater Magna (écrite également Magna Mater). La vénération de ces deux déesses fut très vraisemblablement importée avec l'arrivée des troupes romaines, établies dans la région de Mayence dans le cadre de l'extension de l'Empire romain. Le culte d'Isis et d'Osiris est originaire d'Égypte ; quant à la déesse Mater Magna, elle est à rattacher à la déesse levantine Cybèle (voyez culte de Cybèle et d'Attis). Ces deux cultes jouissaient déjà d'une faveur ancienne chez les Romains : selon l'historien Tite-Live, Cybèle/Mater Magna était vénérée à Rome depuis la fin du IIIe siècle av. J.-C.. Isis appartenait depuis très longtemps au Panthéon de l'Égypte pharaonique. Le monde romain, qui connaissait ce culte à travers les Ptolémée et la culture hellénique, interdit en partie sa pratique sous la République et le Haut empire jusqu'au règne de Tibère, avant qu'il s'épanouisse sous Caligula. Au contraire, ces cultes étaient inconnus de la nouvelle province de Germanie supérieure et de sa capitale Mogontiacum.
Depuis que le fondateur de la dynastie des Flaviens, l'empereur Vespasien, avait fait consacrer ses prétentions à l'Impérium devant l'autel du dieu égyptien Serapis à Alexandrie, les Flaviens entretenaient des relations particulières avec les religions orientales. La déesse égyptienne Isis devenait ainsi l'icône du culte impérial, comparable en cela à Vénus pour la dynastie des Julio-claudiens. Dans ce contexte, les marques retrouvées scellées dans la pierre amènent à conclure à un temple érigé sur ordre de l'empereur pour commémorer son culte.
Le sanctuaire fut étendu à plusieurs reprises au cours des deux siècles suivants, et tenait encore, 250 ans plus tard, dans l'enceinte fortifiée de la ville. Vers la fin du IIIe siècle, voire plus tard encore, le culte d'Isis et de Mater Magna tomba en désuétude à Mayence. Le sanctuaire abandonné, le temple tomba en ruines. On ne dispose pas d'indices précis sur les débuts de la pratique religieuse. Les vestiges datables témoignent d'une fréquentation assidue du sanctuaire aux Ier et IIe siècles. Il est possible que de nouvelles investigations à partir des nombreux vestiges retrouvés permettent de préciser la durée exacte de la période active.
Il est vraisemblable que, compte tenu de la situation de Mayence au Haut Moyen Âge, les ruines soient demeurées désertes au cours de cette période. C'est avec la construction du couvent des Clarisses peu après 1330, et l'édification sans doute contemporaine du Wamboldter Hof que le quartier se couvrit de monastères et de demeures aristocratiques médiévales.

## Découverte des vestiges

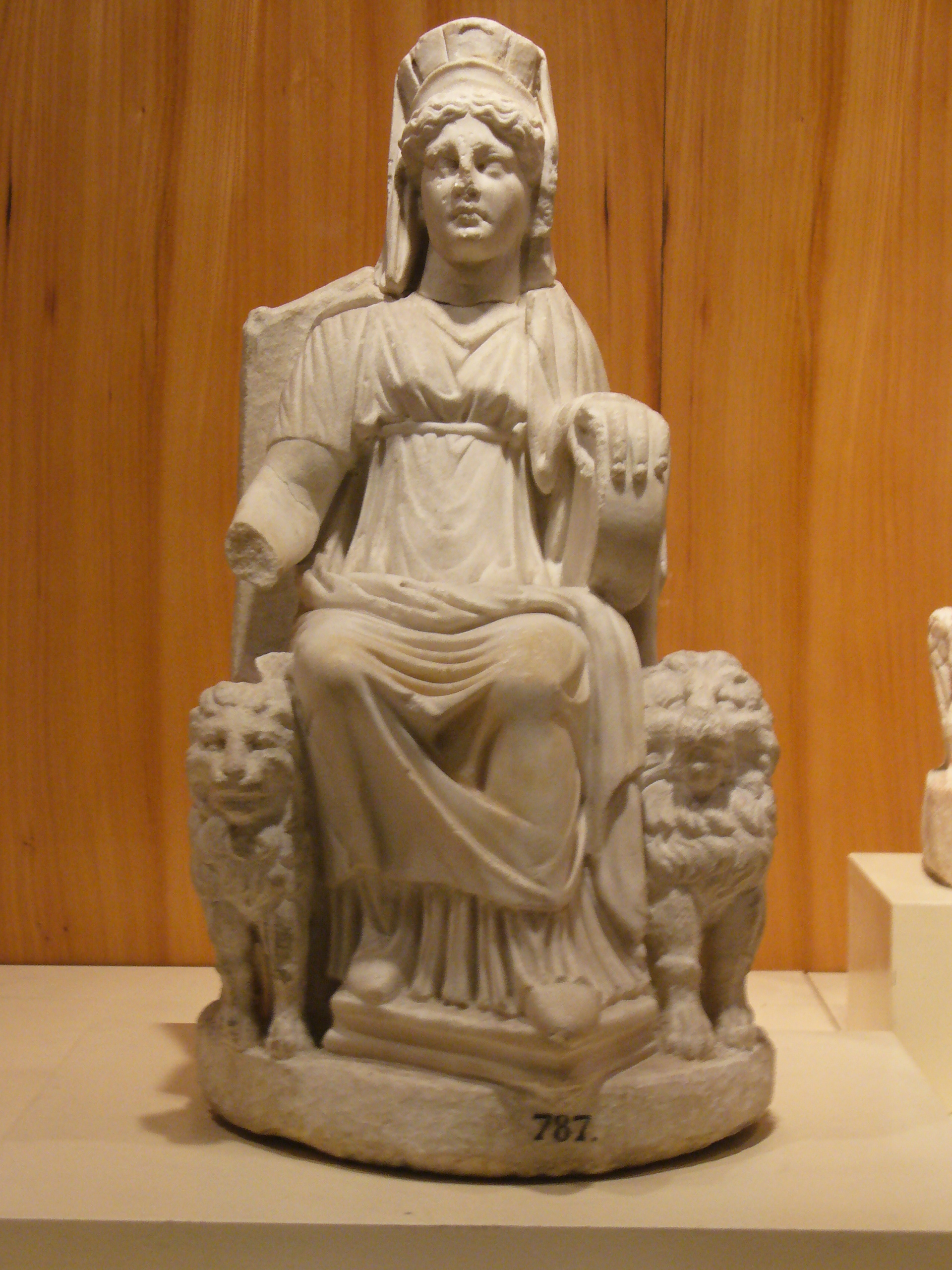
Cybèle, « Mater Magna » (Istanbul, Musée Archéologique)

En 1999, la ville de Mayence réaménageait l'un des derniers îlots des années 50 du centre ville. On abattit les immeubles existants pour bâtir une galerie marchande et poser de nouvelles fondations dans la grande excavation ainsi pratiquée. Le chantier reçut l'inspection de l'agence de Mayence de la Direction du Patrimoine de Rhénanie-Palatinat. Comme on savait qu'une voie romaine reliant le camp de légionnaires au pont franchissant le Rhin avait dû passer par cet endroit (on en mit au jour une partie lors des travaux), les archéologues escomptaient tomber sur les vestiges d'une allée de maisons ou d'échoppes d'époque gallo-romaine.
Mais à cinq mètres de profondeur, à la fin de 1999, on tomba sur deux vestiges plus importants : les restes d'un sanctuaire gallo-romain ainsi qu'une sépulture antérieure de sept siècles et appartenant à la civilisation de Hallstatt. Lors des fouilles archéologiques qui suivirent, on délimita non seulement le sanctuaire et toutes ses annexes, mais également la tombe d'une femme celte du Hallstatt, datée vers 680/650 av. J.-C.. Ces fouilles, d'une durée de 17 mois, prirent fin au début de 2001. Pour mener à bien les investigations paléobotaniques et paléontologiques, on dégagea 15 tonnes de déblais supplémentaires pour 49 m3 d'excavation.[réf. nécessaire]
Les autorités avaient dans un premier temps prévu de déplacer les vestiges une fois les fouilles terminées, afin de poursuivre sans autre retard la construction de la galerie marchande. Un site mis au jour dans les années 1970, le Mithræum de la Ballplatz, datant du Ier siècle, avait connu un sort similaire : très incomplètement étudié, il avait été irrémédiablement détruit lors des travaux d'aménagement urbain. Mais les habitants de Mayence s'opposèrent à ce projet et, groupés au sein d'une nouvelle association nommée « Initiative Römisches Mainz e.V. », recueillirent promptement une pétition de 10 000 signatures pour la préservation du sanctuaire.[réf. nécessaire]
La ville décida donc de conserver le sanctuaire sur son site d'origine et de l'intégrer dans la nouvelle galerie marchande. Toutefois, comme un garage souterrain devait être aménagé, il fallait lever des fonds pour déplacer les vestiges de plusieurs mètres. Le coût de ces travaux (3,43 millions d'euros) fut supporté par la ville de Mayence et le Land de Rhénanie-Palatinat. Depuis son inauguration le 30 août 2003 (à laquelle assistèrent environ 25 000 visiteurs), on peut visiter le sanctuaire d’Isis et de Mater Magna dans la Taberna archaeologica aménagée au niveau  « Kellergeschoss » de la galerie marchande.

## Le sanctuaire antique

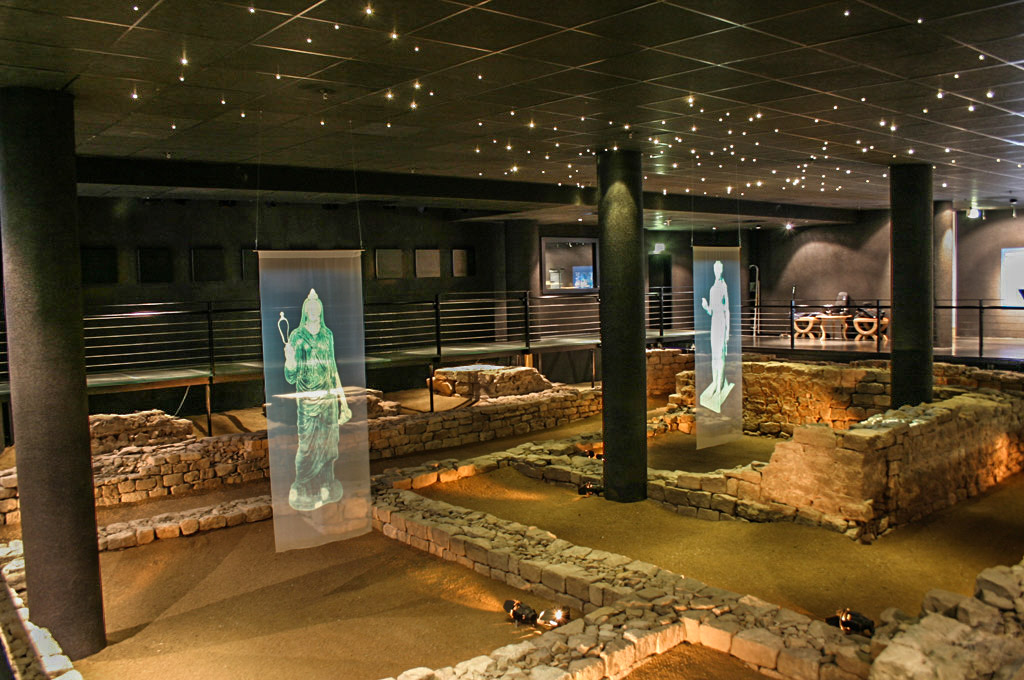
Vestiges du sanctuaire (Taberna archæologica, Mayence)

Le sanctuaire d'Isis n'est pas exactement un temple de style gréco-romain : il y manque pour cela un périptère, une grande salle centrale (cella) et le plan rectangulaire habituels. Il s'agit plutôt ici d'un espace consacré enclos de murs d'enceinte comportant diverses pièces se partageant la surface d'ensemble. Pendant deux siècles, l'édifice a été remanié, parfois de fond en comble. Le sanctuaire a été érigé au cours du dernier tiers du Ier siècle de notre ère sur un terrain vierge bordant la voie romaine menant du camp de légionnaires (l'actuel quartier de Kästrich, du latin castra) au pont franchissant le Rhin. À cette époque, on pouvait encore y voir le tumulus de la tombe celtique du Hallstatt. Pour les bâtisseurs, ce terrain était donc sans doute déjà considéré comme un endroit sacré, et cet endroit fut choisi pour édifier le sanctuaire : en témoigne d'ailleurs un puits en maçonnerie d'une exécution soignée, placé intentionnellement sous le sanctuaire au centre.
On accédait au sanctuaire depuis la rue principale par une ruelle latérale. Il y avait devant l'entrée des latrines ainsi que de simples halles en charpente. Elles étaient équipées d'un foyer et d'une fontaine, qu'on pouvait utiliser comme lieu de réunion ou de culte. La première annexe comportait également deux petits temples rectangulaires. Les extensions ultérieures du IIe siècle portèrent l'emprise du sanctuaire à  16×16 m2 environ. Deux pièces de même taille furent entourées d'extensions mitoyennes plus petites par la suite. Au centre, dans l'axe du temple, se trouvait une salle pour les ablutions (à droite en débord sur le plan), qui jouait vraisemblablement un rôle dans les rituels. Il y avait aussi dans l'axe de cette pièce la seule embrasure de porte encore reconnaissable au milieu des vestiges de murs par ailleurs très endommagés. La fontaine pour les ablutions servait peut-être à fournir l'eau du Nil sacré qui joue un rôle dans le culte d'Isis. Devant cet ensemble de pièces se dressaient trois massifs socles de pierre dans l'enceinte du sanctuaire. Ils servaient vraisemblablement d'autels. Il y avait en outre dans la cour intérieure de nombreuses traces de foyers avec des reliefs d'offrandes calcinées et des fosses.

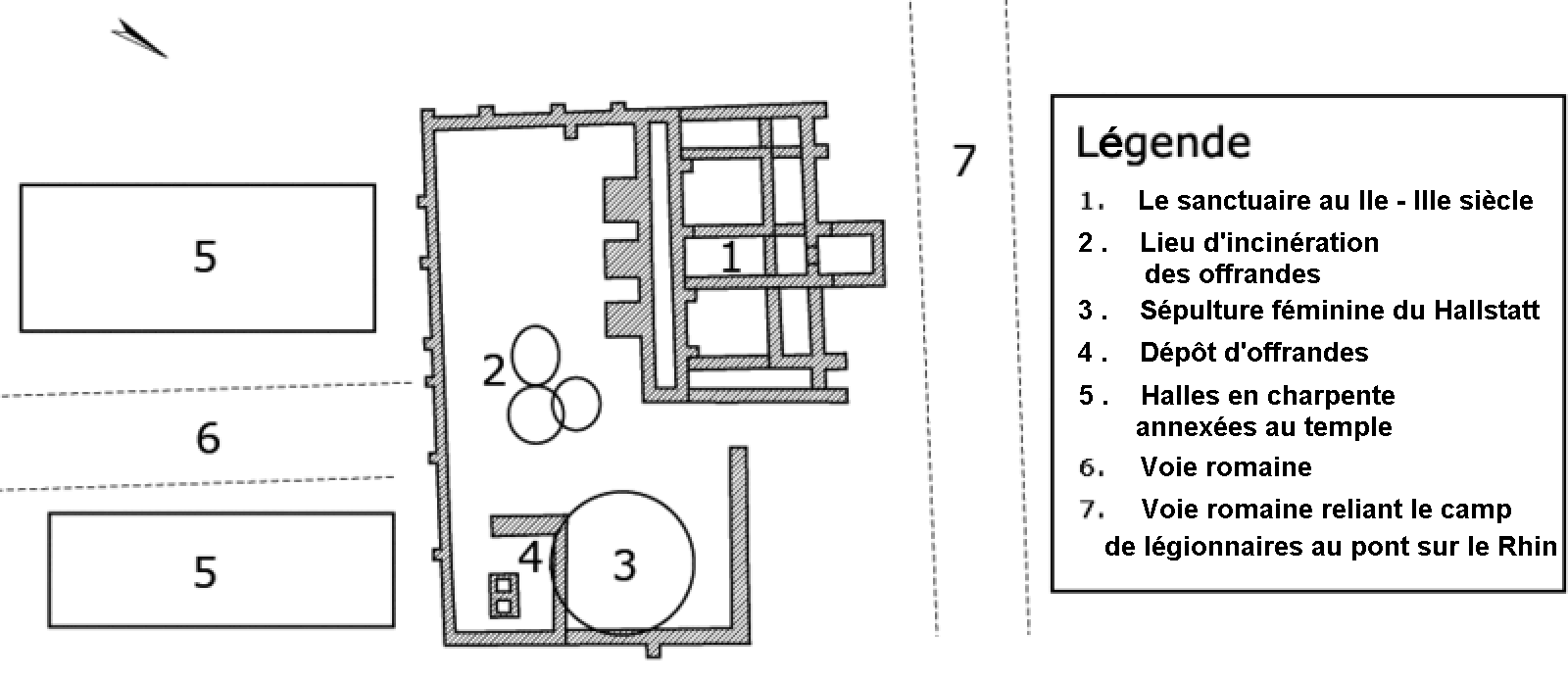

Les bâtiments étaient tous des édifices à colombages avec des soubassements en pierre. Les façades en clayages étaient étanchées au crépi et peintes. Des milliers de fragments multicolores de crépi et d'éclats de stuc ont été retrouvés lors des fouilles. Un des plus gros fragments de fresque représente sur un fond rouge le dieu Anubis avec le sceptre héraldique et une palme, tels que le décrivent les Anciens comme Apulée. Sur les blocs de pierre servant d'autels, on a retrouvé des fragments de stuc badigeonnés de blanc in situ. Le sol du temple consistait apparemment uniquement de terre battue, car on n'a retrouvé aucune trace de carrelage. Les bâtiments étaient couverts de tuiles de terre cuite et de bois. Le plus surprenant est le nombre de sceaux militaires qu'on a retrouvés imprimés sur les briques, comme ceux de la légion de Mayence, la Legio XXII Primigenia ; de la Legio I Adiutrix ou de la Legio IV Macedonica. Une recherche interdisciplinaire a permis de reconnaître l'origine des céramiques romaines comportant un sceau, les ateliers de Rheinzabern.

## Le musée archéologique

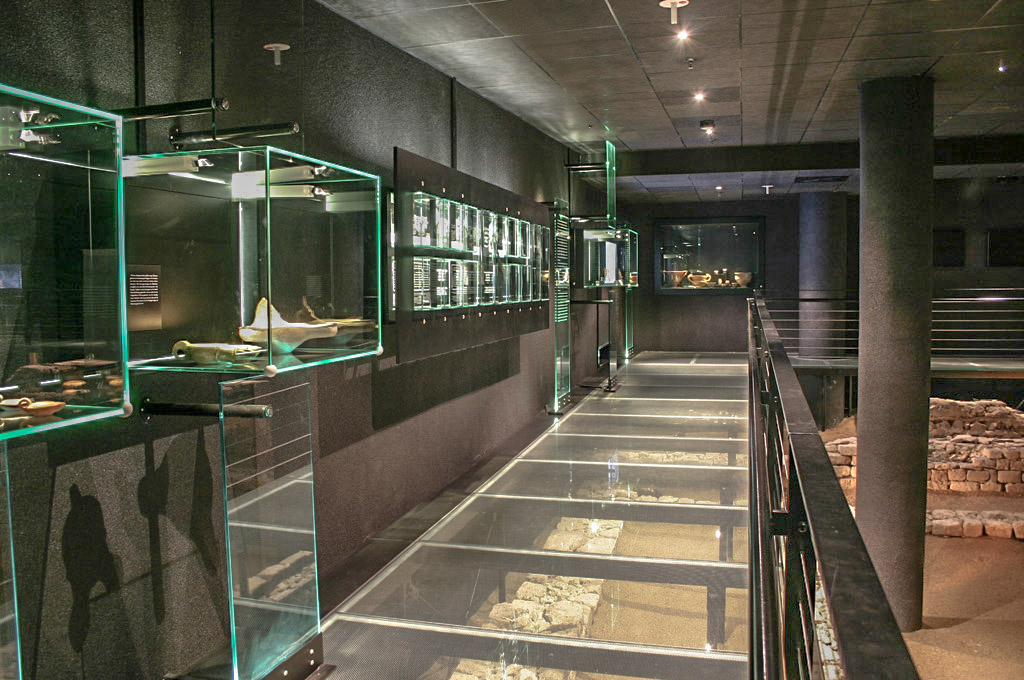
Vitrine de présentation des vestiges au-dessus du sanctuaire.

Dans le cadre des fouilles de sauvetage, on a préservé et reconstitué les superstructures du sanctuaire telles qu'elles se présentaient au IIe siècle. Le sanctuaire fut reconstruit au niveau « Kellergeschoss » de la galerie marchande du Römerpassage sur une hauteur de 5 m (c'est-à-dire exactement celle qui avait été reconnue lors des fouilles) et dans la position exacte qu'il occupait par rapport à la voie romaine. Cette reconstitution, ouverte aux visiteurs en août 2003, fait partie avec le syndicat d'initiative de l'association historique Initiative Römisches Mainz au rez-de-chaussée de l'espace Taberna archaeologica de la galerie marchande. La présentation du sanctuaire et des plus précieux vestiges mis au jour bénéficie des méthodes les plus modernes de la muséologie et des techniques multimédia. Les visiteurs peuvent par exemple circuler à l'intérieur de la pièce centrale du sanctuaire et examiner les murs à travers une vitrine. Au milieu des vestiges de la maçonnerie, un diaporama présente le culte d'Isis et de Mater Magna. Des thèmes particuliers font l'objet de plusieurs autres animations multimédia. Un petit film reconstitue un rite de défixion mettant en scène la prêtresse d'Isis et une citoyenne romaine. Ce film montre également une réplique du sanctuaire, qui sert de cadre à l'action. Une douche sonore explique aux visiteurs, par le truchement du citoyen romain Claudius Secundus (joué par le comédien et musicien mayençais Lars Reichow), le déroulement du culte d'Isis et des fêtes Saturnales dans la Mayence gallo-romaine en l'an 69 ap. J.-C. Un diaporama et plusieurs animations interactives sur écrans d'ordinateurs avec d'autres informations archéologiques et des jeux pour les enfants complètent l'approche multimédia. Les principaux objets retrouvés, exposés dans une dizaine de vitrines en niche dans les murs, sont accompagnés d'explications explicitant leur signification religieuse. Ce petit musée comporte enfin plusieurs panneaux explicatifs, notamment une carte de la Mayence gallo-romaine telle que les connaissances actuelles permettent de la reconstituer.

## Quelques vestiges significatifs

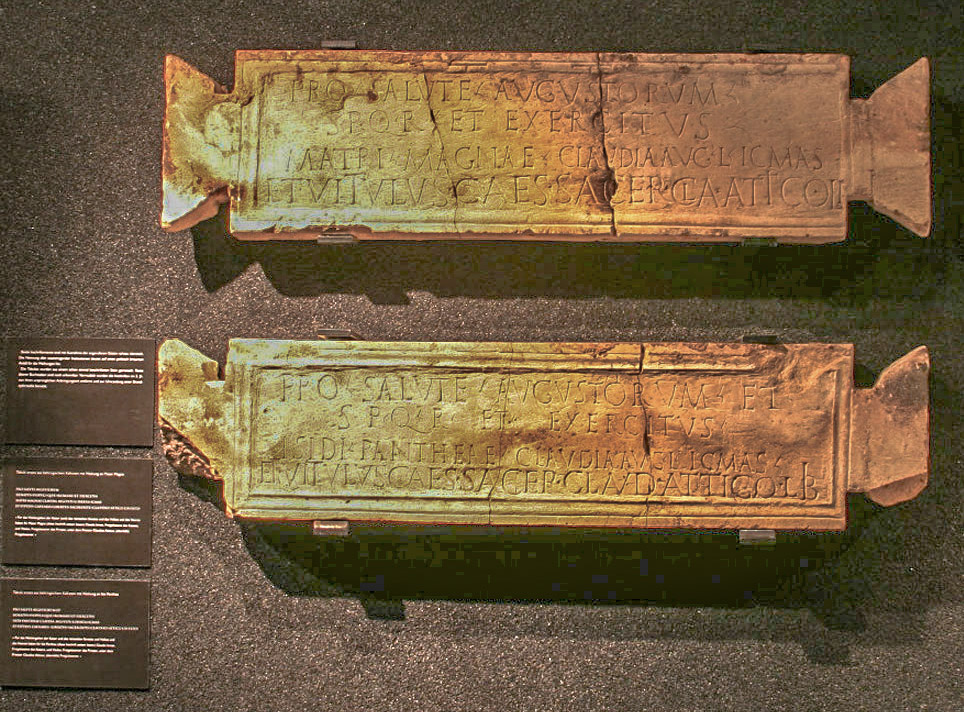
Tabulæ ansatæ de Claudia Icmas et de Vitulus.

### Inscriptions votives
On a retrouvé près des autels plusieurs tablettes votives, intactes ou en morceaux. Ces objets ont permis d'une part d'identifier avec certitude les divinités auxquelles le temple était dédié, et d'autre part d'établir grâce aux inscriptions le lien avec l'empereur Vespasien, et par là-même la date de fondation.
Voici les trois plus importantes inscriptions retrouvées:
- Fragment d'une tabula ansata (tablette à deux anses) en grès, qui était accrochée à un des murs. L'inscription cite l'empereur Vespasien[11], qui fut empereur romain du 1er juillet 69 au 23 juin 79 :

| Texte | Traduction |
| --- | --- |
| [PRIMI]GENIVS [...] [IMP VE]SPASIANI AVG [PROCVR]ATORIS A[R]CARIVS [MATRI]DEUM EX IM[P]ERIO [EIVS] POSVIT | Le fils aîné (l'ayant ordonné†) de l'empereur Vespasien Auguste le trésorier du procurateur sur son ordre à la mère des dieux l'a fait poser en offrande-- |* Des tabulae ansatae intactes comportent des inscriptions votives pratiquement identiques dédiées à la Mater Magna et à Isis Panthea:
| Texte | Traduction |
| --- | --- |
| PRO SALVTE AVGVSTORVM SPQR ET EXERCITVS MATRI MAGNAE CLAVDIA AVG[VSTI] L[IBERTA] ICMAS ET VITVLVS CAES[ARIS] SACER[DOTE] CLA[VDIO] ATTICO LIB[ERTO]      | Pour le salut des empereurs du peuple et du sénat romain et de leur armée à Mater Magna, de la part de Claudia Icmas, affranchie de l'empereur, de Vitulus, prêtre de l'empereur, et de l'affranchi Claudius Atticus.     |
| PRO SALVTE AVGVSTORVM ET SPQR ET EXERCITVS ISIDI PANTHEAE CLAVDIA AVG[VSTI] L[IBERTA] ICMAS ET VITVLVS CAES[ARIS] SACER[DOTE] CLA[VDIO] ATTICO LIB[ERTO] | Pour le salut des empereurs et du peuple et du sénat romain et de leur armée à Isis Panthea, de la part de Claudia Icmas, affranchie de l'empereur, de Vitulus, prêtre de l'empereur, et de l'affranchi Claudius Atticus. |
Marion Witteyer, une archéologue spécialiste du site, déduit de la mention explicite de toutes les autorités (l'empereur, le sénat, le peuple et l'armée) dans les deux dernières dédicaces que la consécration s'est faite à l'occasion d'un événement politique majeur. Le fait qu'à l'issue d'une situation de crise, l'ordre public n'ait pu être rétabli qu'avec l'appui des légions de Mayence, pourrait être le motif de l'inauguration de ce sanctuaire. Cette hypothèse est confortée par le nombre considérable de briques, déjà mentionnées, marquées des insignes militaires, qui servaient alors à démarquer les édifices publics. Elles indiqueraient que la construction a résulté d'une décision gouvernementale, ou du moins qu'elle a été possible grâce à la fourniture de matériaux par l'État.

### Tablettes de défixion

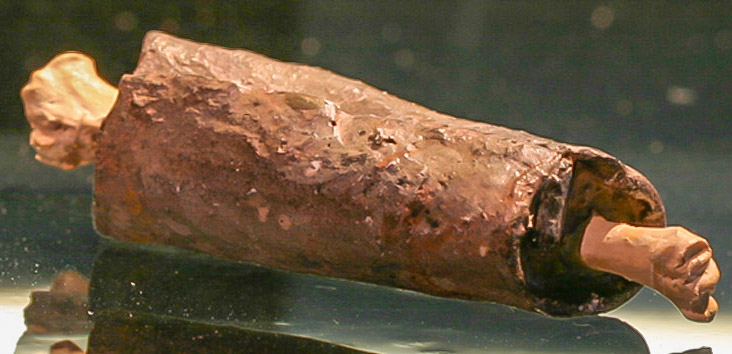
Tablettes portant une malédiction (largeur ≈ 3 cm)

Parmi les vestiges trouvés lors des fouilles, il y a 34 tablettes de défixion que l'on a tirées de la fosse aux offrandes. On ne connaît dans le monde entier que 600 tablettes de ce type : à lui seul, le stock trouvé à Mayence a doublé le nombre de celles retrouvées en Allemagne. Les tablettes déchiffrées à Mayence contenaient surtout des formules incantatoires. Il s'agit presque sans exception de maudire des personnes à cause du vol d'un bien ou d'une somme d'argent, sauf dans un cas où il s'agit d'une rivalité amoureuse entre deux femmes. Des pratiques magiques comme l'inscription de sorts ne pouvaient se pratiquer publiquement au temple en présence d'un prêtre, mais en cachette, car le droit romain l'interdisait. Comme en témoigne le nombre des sorts magiques retrouvés lors des fouilles liées au temple ainsi que par la suite, il semble toutefois que l'enregistrement contre honoraires de rituels de malédiction ait fait partie de la pratique ordinaire des prêtres.
Ces billets de malédiction, enroulés ou pliés sur tablette, datent de la fin du Ier siècle et du début du IIe siècle. Leur taille varie de 3×5 cm à 10×20 cm. L'un de ces billets avait été enroulé autour d'un os de poulet, ce qui était probablement censé renforcer (selon la doctrine antique des sympathies et des correspondances) la force magique du sort, pratique dont on peut retrouver l'origine jusque dans l'Égypte ancienne. Les sorts sont rédigés en latin avec l'écriture majuscule quadrata ou la cursive ancienne en usage à l'époque. Alors que seules deux tablettes incantatoires sont écrites en latin vulgaire, douze sont écrites en latin classique et avec un habillage rhétorique. On y requérait l'intercession divine au nom de Mater Magna et d'Attis, séparément ou en tant que couple divin. Les tablettes ont été en partie traduites, les transcriptions s'améliorant sans cesse.

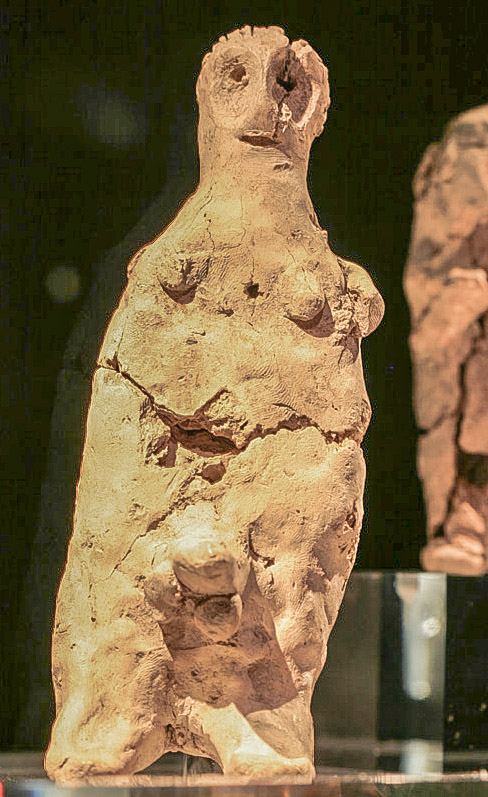
Une des effigies magiques mises au jour.

- Texte d'une tablette de défixion[16]:

| Texte original | Traduction |
| --- | --- |
| PRIMA AEMILIA NAR CISSI AGAT QVIDQVID CO NABITVR QVIDQVID AGET SVUMSIT OMNIA ILLI INVER SIC ILLA NVNCQVAM QVICQVAM FLORESCAT AMENTITA SVRGATA MENTITA SVAS RES AGAT QVIDQVID SVRGET OM NIA INTERVERSVM SVR GAT PRIMA NARCISSI AGA<T>COMO HAEC CARTA NVNCQVAM FLORESCET | Tout ce que Prima Æmilia, l'aimée de Narcisse, entre- prendra, tout ce qu'elle peut bien faire, Que tout cela tourne court. Ainsi que jamais ce qu'elle puisse faire ne réussisse, Que l'égarement barre la route, Que le mensonge s'oppose à ses projets. Que tout ce qui advienne Lui soit contraire. Pour la Prima de Narcisse, Puisse ce billet faire Que jamais rien ne lui réussisse. |

### Figurines d’envoûtement
Mais c'est encore la découverte de deux figurines d'argile, dites « poupées magiques », qui fournit le meilleur aperçu sur l'imaginaire magique du sanctuaire. Il s'agit de deux hommes grossièrement stylisés, qui ont été façonnés à la main. Ils avaient été jetés dans un fossé (ou un puits) dans l'enceinte du sanctuaire. Les deux figurines présentent sur l'ensemble du corps plusieurs piqûres d'épingle, entre autres dans la région du cœur. Cette agression symbolique était censée déchaîner un sort contre la personne visée, le plus souvent pour détourner l'amour. L'une des figurines a été ensuite cassée en deux, et les morceaux tordus l'un autour de l'autre. Le jeteur de sort devait exprimer ainsi le désir que son adversaire soit désorienté jusqu'à ce que la magie fasse effet. En outre, sur la plus grosse des deux figurines (voir photo ci-contre), on a retrouvé une feuille de plomb qui devait désigner sans ambiguïté la victime à la déesse : elle porte un patronyme celtique, latinisé en « Trutmo florus, fils de Clitmo » (Trutmo florus Clitmonis filius).

### Le nain en bronze

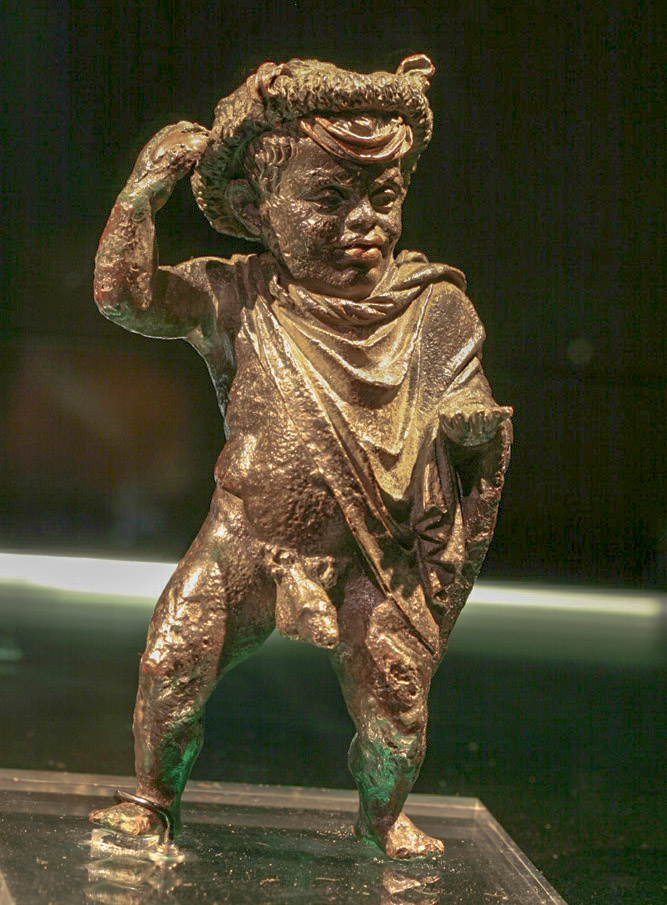
Statuette de nain en bronze (Ier siècle av. J. Chr.)

L'une des plus précieuses trouvailles des fouilles est la petite statuette d'un nain en bronze. Coulée vraisemblablement au Ier siècle av. J.-C., c'était déjà un objet ancien au moment où elle fut abritée dans le temple. Il s'agit d'une statuette coulée en bronze massif de facture exceptionnelle. Les ongles des orteils et des mains portent un plaquage en argent.
Le personnage, qui porte un bandeau aux cheveux mais n'a qu'une cape pour tout vêtement, est légèrement cambré en arrière. Sa main gauche tendue en avant tenait vraisemblablement un objet (une coupe ?) qui a disparu, tandis qu'il porte la main droite à ses cheveux bouclés. La statuette représentait selon toute vraisemblance le convive d'une cérémonie de type dionysiaque.

## Sépulture de la femme du Hallstatt
Au cours des fouilles archéologiques du sanctuaire, les archéologues sont tombés sur un cimetière de tumulus de l'époque du Hallstatt. Toutes les sépultures étaient entourées d'un fossé et surplombées d'un tertre. Plusieurs d'entre elles étaient couvertes d'un tumulus qui, par suite des aménagements ultérieurs, avait disparu ; seule exception, un caveau funéraire qui, bien qu'ayant été pillé, rapporta de nombreux indices. Les reconnaissances menées par la suite ont permis de caractériser cette tombe comme celle d'une femme celte de l'époque du Hallstatt de statut social élevé. On a retrouvé les objets personnels de la défunte comme des parures, des couverts et les restes d'une planche en bois ayant permis d'acheminer le corps. Les ossements, quoique dispersés, ont été presque entièrement retrouvés, certains d'entre eux brisés. Les vestiges de la sépulture ont fait l'objet d'études tant dendrochronologiques qu'anthropologiques.
Données dendroarchéologiques.- La planche mortuaire, de dimensions 2,20 × 0,90 m, et qui formait la base de la tombe, a été très bien conservée par les graves stériles du Rhin. Les recherches du laboratoire de dendroarchéologie de Trèves ont permis de dater le bois (et donc la sépulture) par dendrochronologie, entre 680 et 650 av. J.-C. Les vestiges de cette période sont très rares en Rhénanie-Palatinat : cette planche de bois est à l'heure actuelle le plus vieil objet de bois retrouvé dans la région.

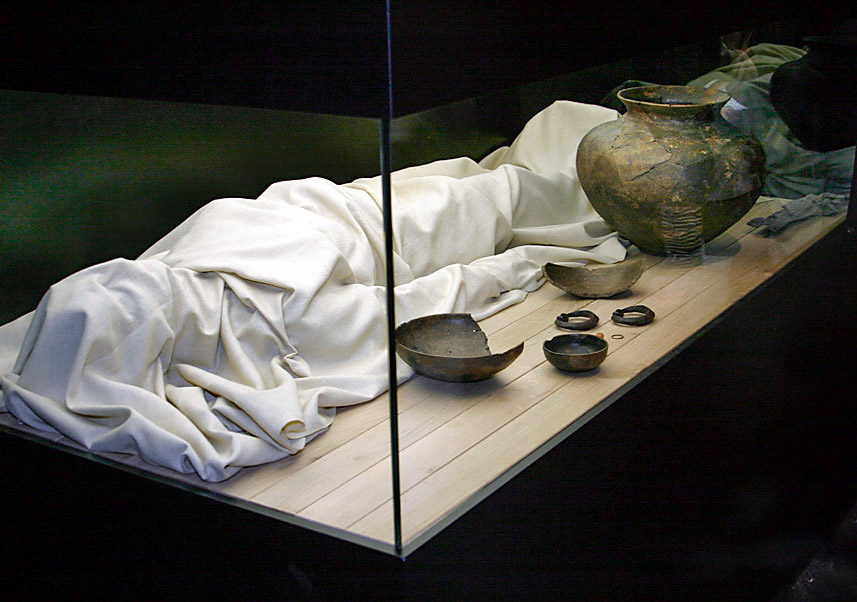
Tombe de la femme du Hallstatt (VIIe siècle av. Chr.).

Données anthropologiques.- Les recherches anthropologiques menées sur le squelette ont établi qu'il s'agissait des restes d'une femme âgée entre 35 et 45 ans. De son vivant, cette personne était frêle et mince, mais sa taille, estimée à 1,59 m, correspond à la taille moyenne des femmes de cette époque. Le squelette n'a pas permis de déterminer les causes du décès. L'examen anatomo-pathologique a seulement révélé des traces d'usure au genou (arthrose) et un entartrage prononcé des dents, en particulier des molaires.
Il est envisagé de procéder à une reconstruction faciale du visage à partir des différents éclats du crâne, retrouvé intégralement, par les méthodes de la médecine légale.

## Autres vestiges

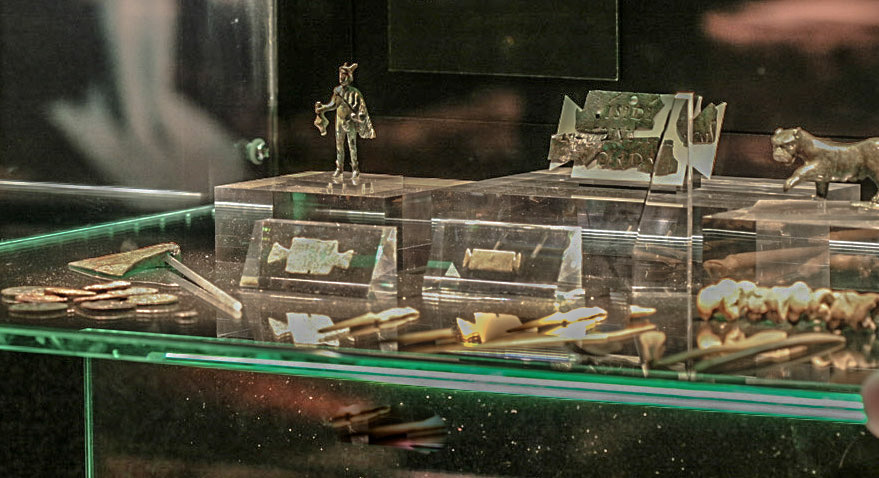
Vitrines exposant les offrandes mises au jour.

Outre ces vestiges, on a retrouvé un très grand nombre d'objets. Ainsi par exemple parmi les objets en pierre, on a retrouvé des autels et des bas-reliefs de toutes tailles avec des inscriptions ou des fragments de frise. Les éclats de stuc, d'enduit ou de brique fournissent des indications supplémentaires sur le mode de construction de ces objets. Les offrandes les plus courantes des cultes antiques se retrouvent en grande quantité : effigies d'autres dieux, en particulier de Mercure et de Vénus, en bronze ou en argile, et puis d'autres statuettes d'argile fabriquées en série selon des thèmes traditionnels comme des couples d'amants, des figurines d'animaux (servant de substitut symbolique au sacrifice d'un véritable animal vivant) ou bien encore pièces de monnaie, aiguilles d'os et miniatures en bronze. Des figurines masculines en argile armées à l'ancienne ainsi que des dédicaces renvoient aux Pausarii, les membres du personnel du sanctuaire, organisés militairement lors des célébrations cultuelles.
Le nombre des lampes à huile, avec 300 exemplaires retrouvés dans l'enceinte sacrée, est inhabituellement élevé. Toutes les lampes présentent des traces de suie sur le bec et ont donc bel et bien servi. La plupart de ces lampes ont été retrouvées gisant au milieu d'offrandes calcinées : c'est là qu'on les jetait après le sacrifice. Les plus grandes lampes à huile faisaient partie de l'équipement du sanctuaire et servaient à l'éclairage.
Le grand nombre d'offrandes retrouvé dans les fosses pour les sacrifices ou l'expiation : ossements de poules et d'oiseaux, reliefs carbonisés de pâtisseries, noyaux de fruits, noix, céréales, dattes et figues, reste de pignes, œufs de poule etc. est significatif pour l'archéologie. On a retrouvé en outre une grande quantité d'articles religieux ou profanes, coupes et vases, vraisemblablement pour les libations.

## Conséquences pour l'archéologie
La signification d'ensemble des trouvailles archéologiques, les relations des différents vestiges les uns avec les autres ainsi que leur interprétation se poursuit encore à l'heure actuelle. Une présentation des premiers résultats des fouilles est annoncée, mais n'a pas encore paru. Les archéologues chargés des fouilles ont cependant déjà effectué une partie du travail et tiré plusieurs conclusions du chantier.
Ainsi les historiens ignoraient par exemple que le culte d'Isis s'était propagé aussi vite dans les provinces du Nord de l'Empire romain. La datation précise du sanctuaire, qui remonte sans ambiguïté possible au dernier tiers du Ier siècle apr. J.-C., c'est-à-dire sous le règne de l'empereur Vespasien, les a contraint de réviser la chronologie reçue. Le sanctuaire de Mayence constitue également le premier sanctuaire recensé hors d'Italie où les deux divinités orientales étaient vénérées. On ignorait jusqu'alors qu'il y eût eu un culte d'Isis à Mogontiacum, et le culte de Mater Magna, reconnu par de maigres vestiges, semblait remonter seulement au IIe siècle apr. J.-C. La référence à Attis, divinité inféodée à Mater Magna, n'est même apparue pour la première fois que sur les tablettes votives mises au jour à Mayence.
Les fouilles ont par ailleurs rapporté une extrême variété d'objets. Parmi ceux-là, la sépulture de la dame du Hallstatt tient une place particulière, et elle est considérée comme sans rapport avec le sanctuaire. Cette tombe à Mayence est une référence d'importance interrégionale pour la recherche historique sur l'Âge du fer grâce aux données dendrochronologiques recueillies sur le site.
On a retrouvé dans le sanctuaire des inscriptions religieuses, dont les dédicaces et la datation qui s'en déduit renvoient aux événements politiques importants dans la région. D'autres témoignages épigraphiques étonnants, des rituels de défixion inscrits sur des feuilles de plomb  et des poupées ensorcelées, révèlent quelles pratiques culturelles magiques pouvaient se pratiquer (illégalement aux yeux du droit romain) dans une province romaine. La mise au jour des autels sacrificiels, des offrandes et des fosses où étaient jetées les victimes des sacrifices, permet de reconstituer le déroulement et l'organisation des cultes officiels d'Isis et de Mater Magna. C'est ainsi par exemple qu'outre des offrandes courantes comme des objets de terre cuite ou de bronze, on a retrouvé parmi les restes calcinés une quantité inhabituelle d'ossements de coqs adultes et de passereaux, qui semblent avoir été une spécialité de ce sanctuaire. On sacrifiait en effet plutôt des poules aux divinités orientales, et le sacrifice de passereaux n'avait jamais été relevé.
Avec la découverte du sanctuaire d'Isis et de Mater Magna à Mayence, la ville gallo-romaine est devenue plus vivante. Des vestiges plus traditionnels de Mogontiacum sont exposés sur le site de l'ancien palais du gouverneur romain, du forum, de l'amphithéâtre et surtout dans l'enceinte sacrée avec les temples des divinités impériales, Jupiter ou Junon.